# Mangora theridioides
Mangora theridioides är en spindelart som beskrevs av Cândido Firmino de Mello-Leitão 1948. 
Mangora theridioides ingår i släktet Mangora och familjen hjulspindlar. Artens utbredningsområde är Guyana. Inga underarter finns listade i Catalogue of Life.